# Got Your Six
Got Your Six — шостий студійний альбом американського хеві-метал гурту Five Finger Death Punch, представлений 4 вересня 2015 року під лейблом Prospect Park. 119 000 проданих копій альбому забезпечили його дебют на другому місці в чарті Billboard 200.

## Передісторія
У січні 2015 року гурт оголосив, що записує новий альбом, який має вийти наприкінці 2015 року.
2 травня 2015 року гурт оголосив назву нового альбому — Got Your Six. 19 травня 2015 року Five Finger Death Punch представили обкладинку альбому та оголосили, що він вийде 28 серпня 2015 року. Музиканти запустили попередній перегляд свого нового синглу під назвою «Jekyll and Hyde» у спеціальному відеозверненні. Гурт також оголосив дати туру по Північній Америці разом із Papa Roach та у супроводі In This Moment як спеціальних гостей за підтримки From Ashes to New, під час якого вони будуть рекламувати альбом. Пізніше дату релізу самого альбому перенесли на тиждень — на 4 вересня 2015 року.
Барабанщик Джеремі Спенсер сказав про новий альбом в інтерв'ю: «Насправді він [цей альбом] брутальніший, з екстремальнішою динамікою. Є деякі дійсно спокійні частини, а деякі — дійсно жорсткі. Тому ми забезпечимо всю гаму звуків».

## Сприйняття
Із 119 000 проданих копій за перший тиждень Got Your Six дебютував на другому місці в чарті Billboard 200 26 вересня 2015 року і на першому місці в Top Rock Albums того ж дня. Із 119 000 одиниць, проданих за перший тиждень, 114 000 були чистими продажами альбому (а не потокове завантаження на кшталт Spotify), що робить його найпродаванішим альбомом тижня. Він також став найпродаванішим альбомом гурту з точки зору продажів за перший тиждень, перевищивши 112 000 проданих копій за перший тиждень альбому The Wrong Side of Heaven and the Righteous Side of Hell, Volume 1. Альбом став «золотим» за версією RIAA 8 серпня 2016 року і станом на 13 вересня 2016 року було продано понад 390 000 копій.

## Список пісень
| Стандартне видання | Стандартне видання     | Стандартне видання |
| #                  | Назва                  | Тривалість         |
| ------------------ | ---------------------- | ------------------ |
| 1.                 | «Got Your Six»         | 2:58               |
| 2.                 | «Jekyll and Hyde»      | 3:26               |
| 3.                 | «Wash It All Away»     | 3:45               |
| 4.                 | «Ain't My Last Dance»  | 3:29               |
| 5.                 | «My Nemesis»           | 3:35               |
| 6.                 | «No Sudden Movement»   | 3:21               |
| 7.                 | «Question Everything»  | 5:05               |
| 8.                 | «Hell to Pay»          | 3:07               |
| 9.                 | «Digging My Own Grave» | 3:47               |
| 10.                | «Meet My Maker»        | 3:00               |
| 11.                | «Boots and Blood»      | 2:45               |
| 38:23              |                        |                    |

| Делюкс видання | Делюкс видання       | Делюкс видання |
| #              | Назва                | Тривалість     |
| -------------- | -------------------- | -------------- |
| 12.            | «You're Not My Kind» | 3:21           |
| 13.            | «This Is My War»     | 2:55           |
| 14.            | «I Apologize»        | 4:03           |
| 48:23          |                      |                |

| Стандартне CD та делюкс CD | Стандартне CD та делюкс CD                           | Стандартне CD та делюкс CD |
| #                          | Назва                                                | Тривалість                 |
| -------------------------- | ---------------------------------------------------- | -------------------------- |
| 15.                        | «Jekyll and Hyde» (голосова пошта) (прихований трек) | 2:01                       |
| 50:21                      |                                                      |                            |

## Чарти
| Чарт (2015)                                          | Найвища позиція |
| ---------------------------------------------------- | --------------- |
| Австралія Australian Albums (ARIA)                   | 3               |
| Австрія Austrian Albums (Ö3 Austria)                 | 5               |
| Бельгія Belgian Albums (Ultratop Flanders)           | 29              |
| Бельгія Belgian Albums (Ultratop Wallonia)           | 38              |
| Канада Canadian Albums (Billboard)                   | 3               |
| Данія Danish Albums (Hitlisten)                      | 14              |
| Нідерланди Dutch Albums (MegaCharts)                 | 17              |
| Фінляндія Finnish Albums (Suomen virallinen lista)   | 3               |
| Франція French Albums (SNEP)                         | 40              |
| Німеччина German Albums (Media Control)              | 5               |
| Угорщина Hungarian Albums (MAHASZ)                   | 20              |
| Ірландія Irish Albums (IRMA)                         | 46              |
| Нова Зеландія New Zealand Albums (Recorded Music NZ) | 14              |
| Норвегія Norwegian Albums (VG-lista)                 | 9               |
| Шотландія Scottish Albums (OCC)                      | 6               |
| Швеція Swedish Albums (Sverigetopplistan)            | 5               |
| Швейцарія Swiss Albums (Schweizer Hitparade)         | 5               |
| Велика Британія UK Albums (OCC)                      | 6               |
| Велика Британія UK Rock & Metal Albums (OCC)         | 2               |
| США Billboard 200                                    | 2               |
| США Top Hard Rock Albums (Billboard)                 | 1               |
| США Top Rock Albums (Billboard)                      | 1               |

| Чарт (2015)                         | Позиція |
| ----------------------------------- | ------- |
| US Billboard 200                    | 133     |
| US Top Hard Rock Albums (Billboard) | 5       |
| US Top Rock Albums (Billboard)      | 15      |

| Чарт (2016)                         | Позиція |
| ----------------------------------- | ------- |
| Swedish Albums (Sverigetopplistan)  | 80      |
| US Billboard 200                    | 140     |
| US Top Hard Rock Albums (Billboard) | 2       |
| US Top Rock Albums (Billboard)      | 12      |

### Сингли
| Jekyll and Hyde                                                               | 2015 | 123 | 3 | 14 |
| Wash It All Away                                                              | 2015 | —   | 1 | 19 |
| My Nemesis                                                                    | 2016 | —   | 2 | 34 |
| Hell to Pay                                                                   | 2016 | —   | — | —  |
| I Apologize                                                                   | 2016 | —   | 4 | 29 |
| «—» позначає запис, який не потрапив у чарти або не виходив на цій території. |      |     |   |    |

## Сертифікації
| Регіон                                                      | Сертифікація | Продажі |
| ----------------------------------------------------------- | ------------ | ------- |
| Німеччина (BVMI)                                            | Золотий      | 100 000 |
| Велика Британія (BPI)                                       | Срібний      | 60 000  |
| США (RIAA)                                                  | Золотий      | 500 000 |
| продажі+прослуховування, що базуються лише на сертифікаціях |              |         |